# Alex Gibney
Pour les articles homonymes, voir Gibney.
Alex Gibney (né le 23 octobre 1953) est un réalisateur et producteur de cinéma américain. Il obtient l'Oscar du meilleur film documentaire pour Un taxi pour l'enfer.

## Filmographie
- 2005 : Enron: The Smartest Guys in the Room
- 2007 : Un taxi pour l'enfer
- 2008 : Gonzo: The Life and Work of Dr. Hunter S. Thompson (en)
- 2010 : Freakonomics (en) coréalisé avec Heidi Ewing, Seth Gordon, Rachel Grady, Eugene Jarecki et Morgan Spurlock
- 2010 : Casino Jack and the United States of Money (en)
- 2010 : Client 9: The Rise and Fall of Eliot Spitzer (en)
- 2011 : Magic Trip (en)
- 2011 : The Last Gladiators
- 2012 : Mea Maxima Culpa : Silence in the House of God (en)
- 2012 : Park Avenue: Money, Power and the American Dream (en)
- 2013 : We Steal Secrets: The Story of WikiLeaks
- 2013 : The Armstrong Lie (en)
- 2014 : Finding Fela! (en)
- 2015 : Scientology and the Prison of Belief
- 2016 : Zero Days
- 2017 : No Stone Unturned
- 2017 : Rolling Stone: Stories from the Edge
- 2019 : The Inventor: Out for Blood in Silicon Valley
- 2019 : Citizen K
- 2020 : Crazy, Not Insane
- 2020 : Totally Under Control
- 2021 : The Forever Prisoner

## Récompenses et distinctions

### Récompenses
- Oscars du cinéma 2008 : meilleur film documentaire pour Un taxi pour l'enfer
- Irish Film and Television Awards 2013 : meilleur film documentaire pour Mea Maxima Culpa: Silence in the House of God
- IDA Awards 2013 : Career Achievement Award